# Empacher
Empacher (companhia denominada Bootswerf Empacher GmbH) é um construtor de barcos de remo. Foi fundada por Willy Empacher em 1923 na cidade de Königsberg na Prússia Oriental. Começou por fabricar barcos de vela de cruzeiro East Prussia. Em 1952 começaram a prodzir barcos de remo do tipo shell, actividade que acabou por se transformar nao seu maior negócio. Actualmente está baseado em Eberbach, Alemanha.
Empacher é um nome reconhecido pela qualidade dos seus barcos de remo para competição. É tradicionalmente considerado o melhor fabricante do mundo. Os barcos fabricados pela empresa têm um numero impressionante de vitórias internacionais, com mais de 60% de utilização pelas equipas presentes nos campeonatos do mundo de remo e nos Jogos Olímpicos de Verão. 55 % das medalhas ganhas em remo nos jogos olimpicos de 2004 foram ganhas com barcos Empacher.

## Tipos de Barcos
A Empacher é não apenas conhecida pelo sucesso dos seus barcos de remo de competição, mas também pelas cores com que são fabricados. As únicas duas cores fornecidas são o amarelo e o cor de rosa choque.
São produzidos skiffs, shell(s) de dois, doubles, quadriscull, quatro com e sem timoneiro e oitos.
Existe uma linha própria de barcos de treino e uma de lazer.